# Gophoa splendida
Gophoa splendida är en spindelart som beskrevs av Sarah Creecie Dyal 1935. Gophoa splendida ingår i släktet Gophoa och familjen hoppspindlar. Inga underarter finns listade i Catalogue of Life.